# María Vasco
María del Monte Vasco Gallardo (Barcellona, 26 dicembre 1975) è una marciatrice spagnola, specializzata nella 20 km.

## Palmarès
| Anno | Manifestazione          | Sede              | Evento        | Risultato | Prestazione | Note                                     |
| ---- | ----------------------- | ----------------- | ------------- | --------- | ----------- | ---------------------------------------- |
| 1990 | Mondiali juniores       | Plovdiv           | Marcia 5000 m | 15ª       | 23'47"98    |                                          |
| 1992 | Mondiali juniores       | Seul              | Marcia 5000 m | 6ª        | 22'34"26    |                                          |
| 1993 | Europei juniores        | San Sebastián     | Marcia 5000 m | 4ª        | 22'40"83    |                                          |
| 1994 | Mondiali juniores       | Lisbona           | Marcia 5000 m | 4ª        | 21'41"47    |                                          |
| 1995 | Mondiali                | Göteborg          | Marcia 10 km  | 26ª       | 45'05"      |                                          |
| 1996 | Giochi olimpici         | Atlanta           | Marcia 20 km  | 28ª       | 46'09"      |                                          |
| 1997 | Europei under 23        | Turku             | Marcia 10 km  | Argento   | 44'01"      |                                          |
| 1998 | Europei                 | Budapest          | Marcia 10 km  | 5ª        | 43'02"      |                                          |
| 1999 | Mondiali                | Siviglia          | Marcia 20 km  | 10ª       | 1h33'35"    |                                          |
| 2000 | Giochi olimpici         | Sydney            | Marcia 20 km  | Bronzo    | 1h30'23"    |                                          |
| 2001 | Mondiali                | Edmonton          | Marcia 20 km  | 5ª        | 1h30'19"    |                                          |
| 2002 | Europei                 | Monaco di Baviera | Marcia 20 km  | dnf       | dnf         |                                          |
| 2003 | Mondiali                | Parigi            | Marcia 20 km  | dnf       | dnf         |                                          |
| 2004 | Giochi olimpici         | Atene             | Marcia 20 km  | 7ª        | 1h30'06"    |                                          |
| 2005 | Giochi del Mediterraneo | Almería           | Marcia 20 km  | Argento   | 1h34'28"    |                                          |
| 2005 | Mondiali                | Helsinki          | Marcia 20 km  | 4ª        | 1h28'51"    |                                          |
| 2006 | Europei                 | Göteborg          | Marcia 20 km  | 15ª       | 1h32'50"    |                                          |
| 2007 | Mondiali                | Osaka             | Marcia 20 km  | Bronzo    | 1h30'47"    |                                          |
| 2008 | Giochi olimpici         | Pechino           | Marcia 20 km  | 5ª        | 1h27'25"    |                                          |
| 2009 | Mondiali                | Berlino           | Marcia 20 km  | dnf       | dnf         |                                          |
| 2010 | Europei                 | Barcellona        | Marcia 20 km  | dnf       | dnf         |                                          |
| 2011 | Mondiali                | Taegu             | Marcia 20 km  | 10ª       | 1h32'42"    |                                          |
| 2012 | Giochi olimpici         | Londra            | Marcia 20 km  | 7ª        | 1h28'14"    | Miglior prestazione personale stagionale |